# Edwardsfasan
Der Edwardsfasan (Lophura edwardsi) ist eine Hühnervogelart aus der Familie der Fasanenartigen. Die seltene Art ist im mittleren Vietnam endemisch und wird von der IUCN als „vom Aussterben bedroht“ (critically endangered) eingestuft, da ihr Lebensraum durch Abholzung bedroht ist.
Manchmal wird auch der ebenfalls sehr seltene Vietnamfasan (Lophura hatinhensis) als Unterart des Edwardsfasans angesehen. Bei dem von Jean Théodore Delacour und Pierre Charles Edmond Jabouille 1924 beschriebenen Kaiserfasan (Lophura imperialis) handelt es sich, wie sich 2003 durch DNA-Untersuchungen und Zuchtexperimente belegen ließ, um eine Kreuzung aus Edwards- und Silberfasan.

## Beschreibung

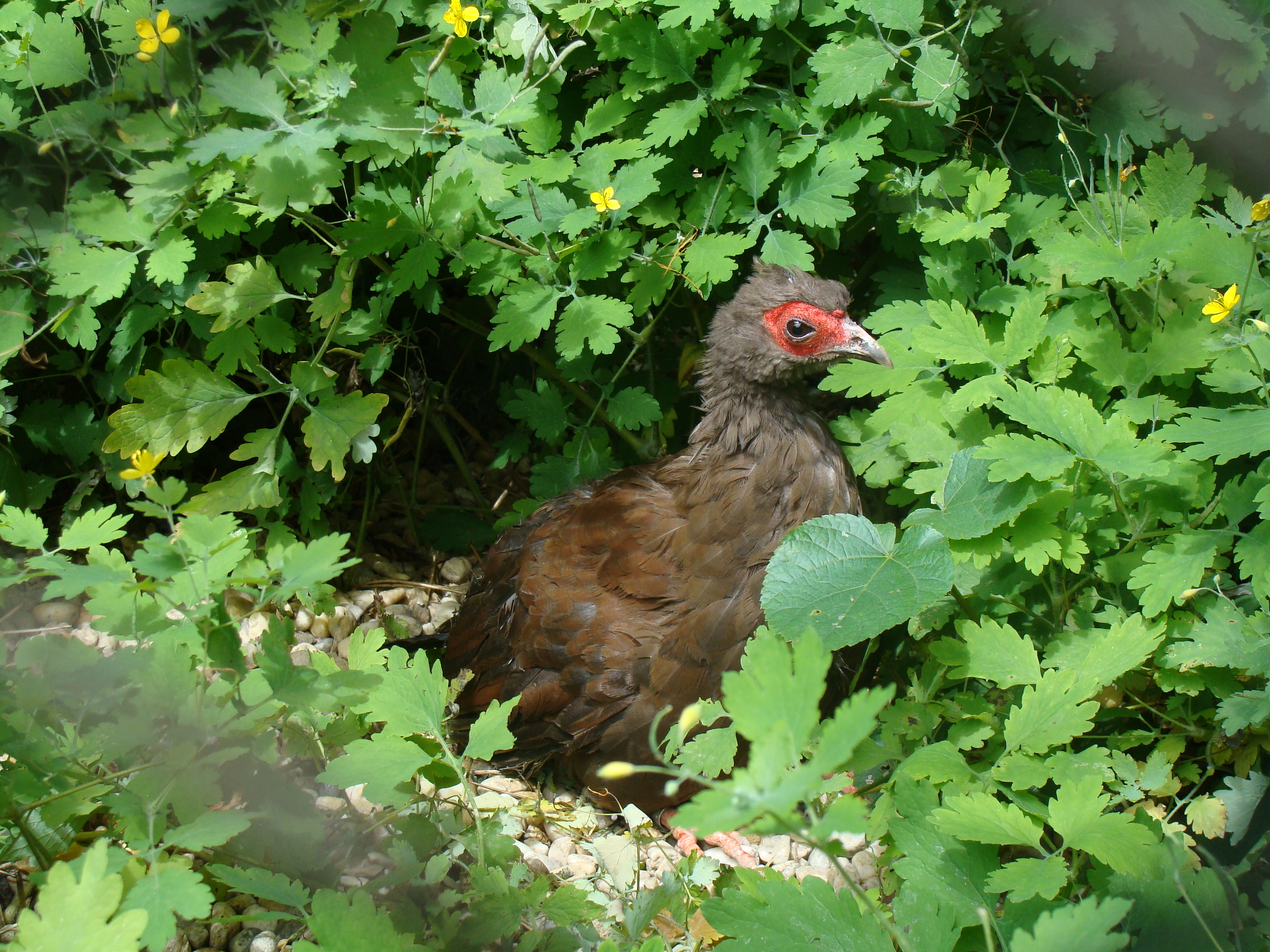
Henne des Edwardsfasans

Der Hahn dieser Art erreicht zwischen 58 und 65 cm Körperlänge, davon entfallen auf den Schwanz zwischen 24 und 26 cm. Die Flügellänge liegt zwischen 22 und 24 cm. Bei der Henne beträgt die letztere 21 bis 22 cm, die Schwanzlänge 20 bis 22 cm.
Der Hahn trägt eine kurze, aufstellbare Haube, die überwiegend weiß und bisweilen mit schwarzen Federn durchmischt ist. Die unbefiederte Partie um das Auge ist lebhaft rot mit angedeuteten Lappen. Der Schnabel ist weißlich grün und zeigt eine schwärzliche Basis. Die Iris ist rotbraun. Die Körperbefiederung ist überwiegend dunkelblau mit breiten, seidig blau glänzenden Säumen. Die Federn auf Schultern, Unterrücken und Bürzel sowie die Oberschwanzdecken zeigen zudem ein samtschwarzes Subterminalband, dessen distales Ende gerade abschließt. Die Säume der Flügeldecken sind dunkel türkis. Die Armschwingen sind blau und die Handschwingen schwarzbraun. Der verhältnismäßig kurze, gerade Schwanz ist einfarbig blau. Das mittlere Paar Steuerfedern ist nicht wie bei anderen Arten der Gattung verlängert, sondern so lang wie der übrige Stoß und am Ende gerundet. Die Beine sind karminrot.
Der Henne fehlt die Haube, die rote, unbefiederte Augenpartie ist weniger ausgedehnt als beim Hahn. Der Schnabel ist hornbraun, die Iris braun. Hennen sind überwiegend kastanienfarben, wobei der Kopf etwas ins Gräuliche spielt, die Nackenpartie etwas ins Rötliche. Das gesamte Gefieder trägt ein feines, dunkles Muster aus Wellen und Bekritzelungen. Im Unterschied zum Schwarz der übrigen Schwanzfedern zeigen die mittleren drei ein dunkles Braun. Die Beine sind scharlachrot.
Das Jugendkleid ähnelt dem der Henne. Junge Hennen haben teils schwarze Flecken auf Nacken, Schultern und Oberflügeldecken, die jungen Hähne zeigen teils schon Partien, die dem Adultkleid ähneln.

## Stimme
Der Alarmruf ist ein tiefes und kehliges uk uk uk uk uk.

## Verbreitung und Bestand
Der Edwardsfasan ist im mittleren Vietnam endemisch. In historischer Zeit waren mindestens acht Vorkommen in den Provinzen Quảng Trị und Thừa Thiên Huế bekannt. Die Art wurde dort als recht häufig beschrieben. Heute sind viele Gebiete, in denen die Art vorkam, vollkommen entwaldet. Aktuelle Nachweise stammen von Fallenstellern aus den geplanten Reservaten Phong Dien und Dakrong. Weitere Beobachtungen stammen aus dem Westen von Quảng Ninh, aus Quảng Bình und aus der Nähe des Bach-Ma-Nationalparks in Lộc Điền.
Vermutlich haben die Bestände stark abgenommen, mit Stand 2018 geht die IUCN noch von maximal 250 adulten Exemplaren aus.

## Lebensweise

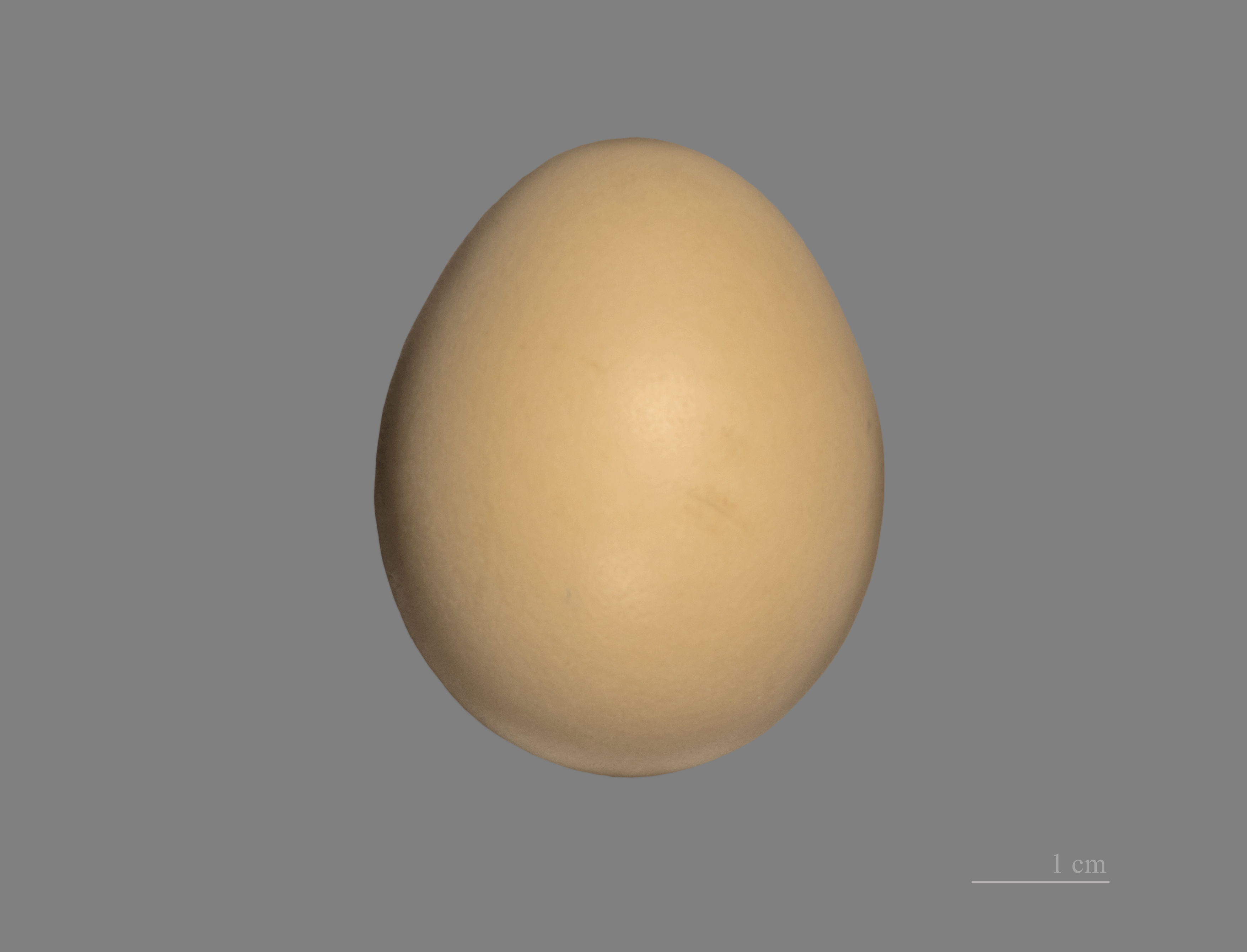
Ei des Edwardsfasans

Der Edwardsfasan kommt in den Feuchtwäldern der Ebenen vor, wo er bevorzugt im dichten Unterwuchs mit vielen Schlingpflanzen lebt. Die Angaben über die Höhenverbreitung sind widersprüchlich, offenbar gibt es keine Nachweise über 300 m Höhe, obwohl geeignete Lebensräume wohl bis 600 oder sogar 900 m Höhe existieren. Aktuelle Nachweise stammen aus dem Flachland, wo es selektiven Holzeinschlag gab.
Das Gelege besteht aus 4 bis 7 cremefarbenen bis beigen Eiern von 43 × 36 mm Größe. Sie werden 21 Tage lang bebrütet.

## Systematik
1924 wurde von Jean Théodore Delacour und Pierre Jabouille eine Fasanenform als Kaiserfasan (Lophura imperialis) beschrieben, von der ihnen in Annam von Missionaren ein lebendes Paar übergeben worden war. Weitere gefangene Vögel starben auf dem Transport nach Frankreich, das erste Paar aber überlebte und konnte sich in Gefangenschaft erfolgreich fortpflanzen. Nachkommen dieser Zucht überlebten bis in die 1970er-Jahre, freilebend konnten aber keine weiteren Exemplare mehr entdeckt werden. Die Art galt daher lange Zeit als Mysterium.
1990 wurde dann wieder ein Exemplar in einer Falle gefangen und Ende der 1990er-Jahre kamen erste Zweifel am Artstatus dieser Form auf. Bereits 1961, als die letzte Henne der französischen Zuchtlinie gestorben war und neben einem reinerbigen Hahn nur noch dessen Nachkommen mit einer Henne des Silberfasans existierten, hatte es Rückkreuzungsversuche mit Swinhoefasanen und Kalifasanen der Unterart L. l. horsfieldii gegeben, bei denen es schließlich gelang, den Kaiserfasanen-Phänotyp wiederzuerlangen. Es wurde schließlich 2003 anhand von DNA-Untersuchungen und Zuchtexperimenten nachgewiesen, dass es sich beim Kaiserfasan um gelegentlich auftretende Kreuzungen des Silberfasans mit dem Edwardsfasan oder dem Vietnamfasan handelt. Letztere Art wird oft als Unterart des Edwardsfasans angesehen.
Der Hahn dieses Hybriden (Lophura × imperialis) wirkt durch breit blauglänzende Säume der an der Basis blauschwarzen Federn insgesamt einfarbig dunkelblau. Die kurze Kopfhaube ist blauschwarz, das mittlere Paar der Steuerfedern deutlich verlängert, gebogen und zugespitzt. Die Henne trägt eine aufrichtbare Haube auf dem graubraunen Kopf. Die Oberseite ist kastanienfarben mit hellen Schäften und deutlicher Kritzelung, die Unterseite graubraun. Die Steuerfedern sind schwarz bis auf das kastanienbraune, schwarz bekritzelte mittlere Paar. Die schwarzen Handschwingen tragen mittig eine hellgraue Wellenzeichnung. Bei beiden Geschlechtern ist die befiederte Augenpartie rot, die Iris rötlich orange und der Schnabel hell gelbgrün mit schwärzlicher Basis. Die Beine sind karminrot.
Die Hybridisierung mit dem Silberfasan stellt für die äußerst seltenen Arten Edwardsfasan und Vietnamfasan vermutlich ein weiteres Bestandsrisiko dar.